# اندرو هیوز (بازیکن فوتبال، زاده ۱۹۷۸)
اندرو هیوز (انگلیسی: Andrew Hughes؛ زادهٔ ۲ ژانویهٔ ۱۹۷۸) بازیکن فوتبال اهل بریتانیا است.
از باشگاه‌هایی که در آن بازی کرده‌است می‌توان به باشگاه فوتبال چارلتون اتلتیک، باشگاه فوتبال لیدز یونایتد، باشگاه فوتبال اولدهام اتلتیک، باشگاه فوتبال بولتون واندررز، باشگاه فوتبال اسکانتورپ یونایتد، باشگاه فوتبال ردینگ، باشگاه فوتبال نوریچ سیتی، و باشگاه فوتبال نوتس کانتی اشاره کرد.